# Pogne
La pogne (ou pogne de Romans) est une pâte levée du Sud-Est de la France, en forme de couronne, faite à partir de farine, œufs et beurre et parfumée à la fleur d'oranger. C'est une spécialité de la ville de Romans-sur-Isère, dans la Drôme. Un musée lui est consacré à Bourg-de-Péage.
Il existe aussi la pogne « à la lyonnaise ». Il s'agit du même type de pâte levée dans laquelle le pâtissier a inséré des pralines roses [réf. nécessaire].

## Histoire

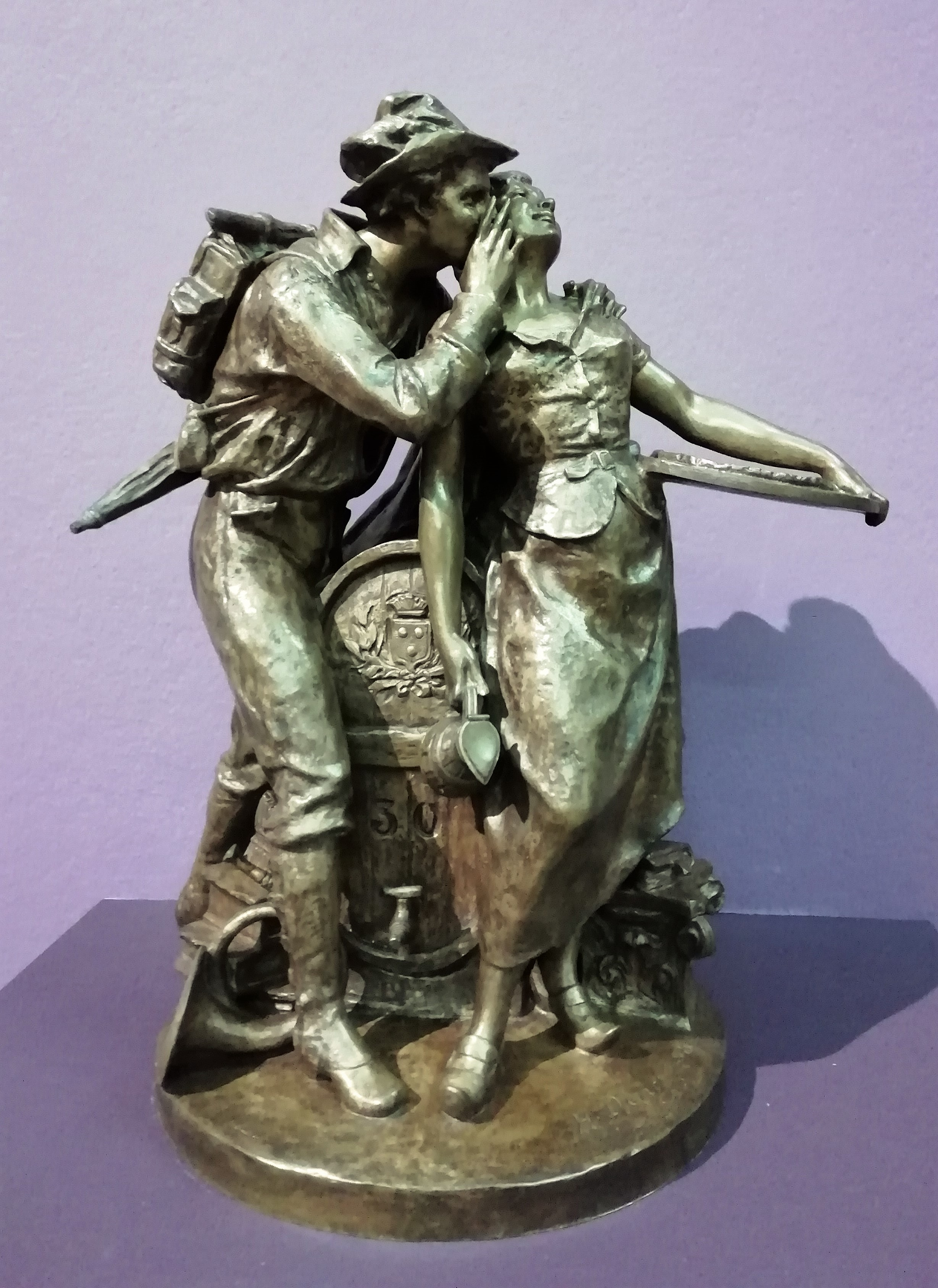
Henri Ding, La Vénus de la Pogne, vers 1882.

La pogne remonte au Moyen Âge (à la fin du XIVe siècle). À l’origine cette spécialité n’était confectionnée que pour Pâques. 
Les œufs, dont l’usage était prohibé en Dauphiné pendant le Carême, devenaient le jour de Pâques le principal apprêt de la table. Le printemps étant alors la période de reprise de la ponte, les œufs devenaient moins rares et de nombreuses pâtisseries pascales doivent leur existence à cette disposition naturelle.
Vers 1882, Henri Ding rend hommage avec une statuette à la « Société de la Pogne », cercle d'artistes et hommes de lettres dauphinois qui se réunit autour de la table pour discuter d'art et chanter la Chanson de la Pogne.

## Recette

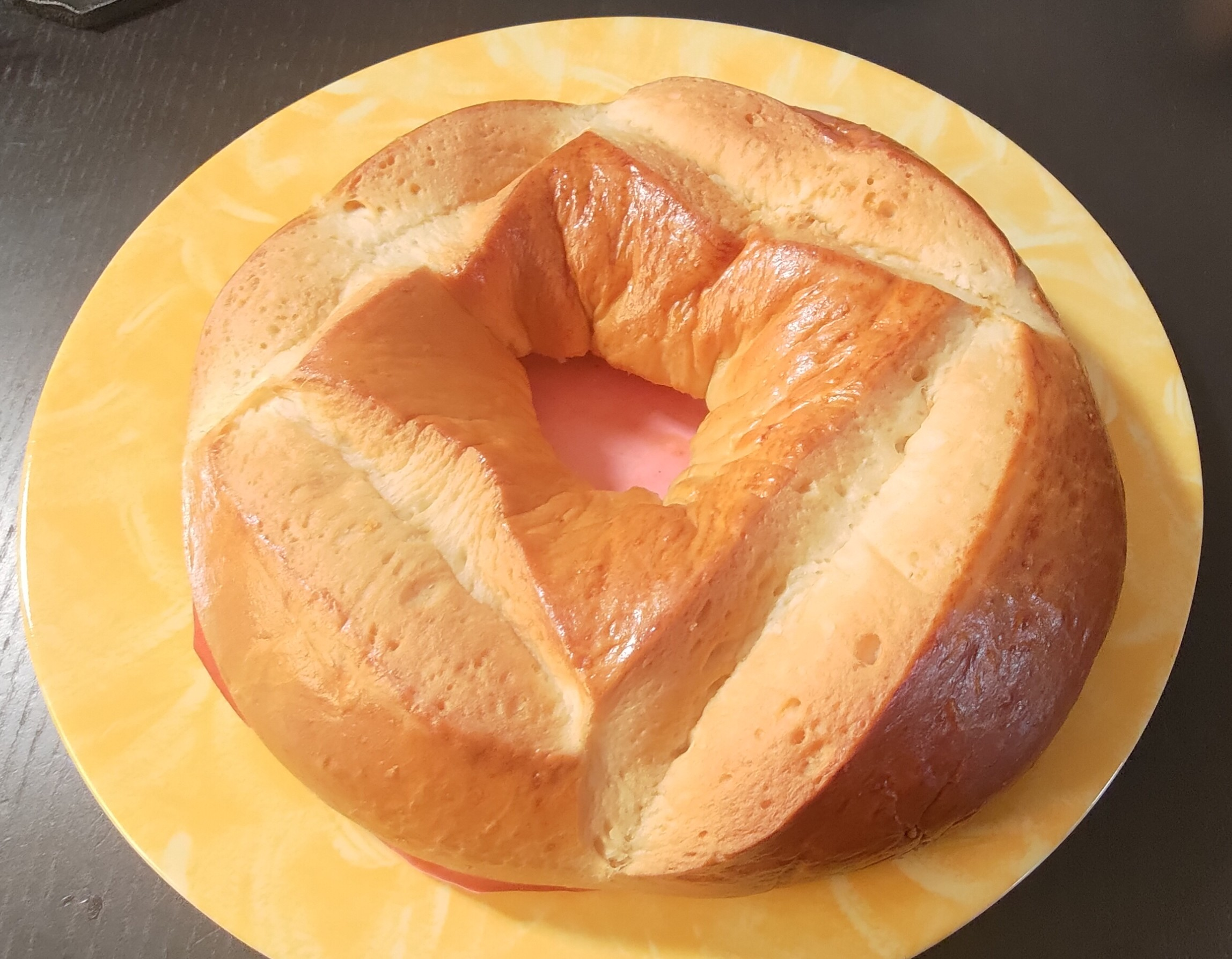

En période pascale, les ménagères rajoutaient donc des œufs dans leur pâte à pain. Comme le pain, la pogne contient de l’eau, de la farine et du levain, auxquels on a rajouté des œufs, du beurre, du sucre et l’arôme : la fleur d'oranger.
Sa texture rappelle celle de la brioche et du Saint-Genix de Savoie.